# Sant Joan d'Arsós
Sant Joan d'Arsós és l'església de l'antic veïnat d'Arsós, o Mas d'Arsós, de la comuna de Bula d'Amunt, a la regió dels Aspres, en el Rosselló (Catalunya del Nord).
L'església és en el terç superior, meridional, del terme de Bula d'Amunt, 

## Descripció
Es tracta d'una petita església romànica d'una sola nau, amb absis semicircular a llevant.